# Gramvousa
Gramvousa (en griego: Γραμβούσα, romanizado: Gramvoúsa) o Krambousa (en griego: Κραμπούσα, romanizado: Krampoúsa) es un islote situado en la zona de la isla de Thasos. Está enfrente y a muy poca distancia, de la zona del tradicional asentamiento de Potamia.
Según la tradición, allí vivió san Daniel de Thasos (Daniel el Tasio). De hecho, se conservan las ruinas de una iglesia atribuida al monasterio, del que fue fundador el santo.  
En 1991, en un esfuerzo por poner en valor al santo, por iniciativa del entonces vicario de Potamia, el sacerdote Sotirios Th. Vasiloudi, se construyó un templo dedicado a la memoria del santo. El 12 de septiembre se celebra una gran fiesta dedicada a la memoria del santo.

## Fotos

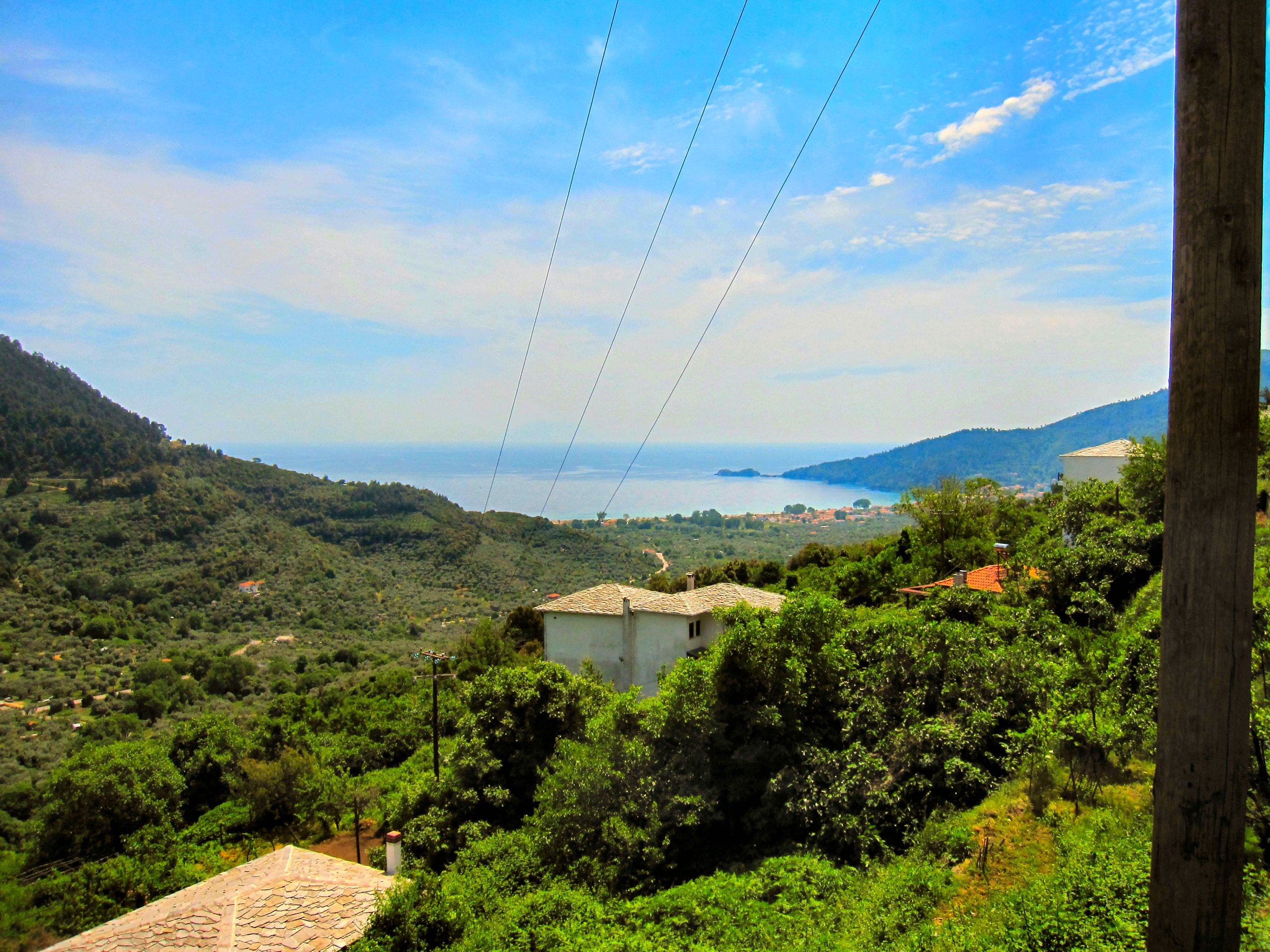
El islote de Gramvousa se puede ver al fondo de la imagen.
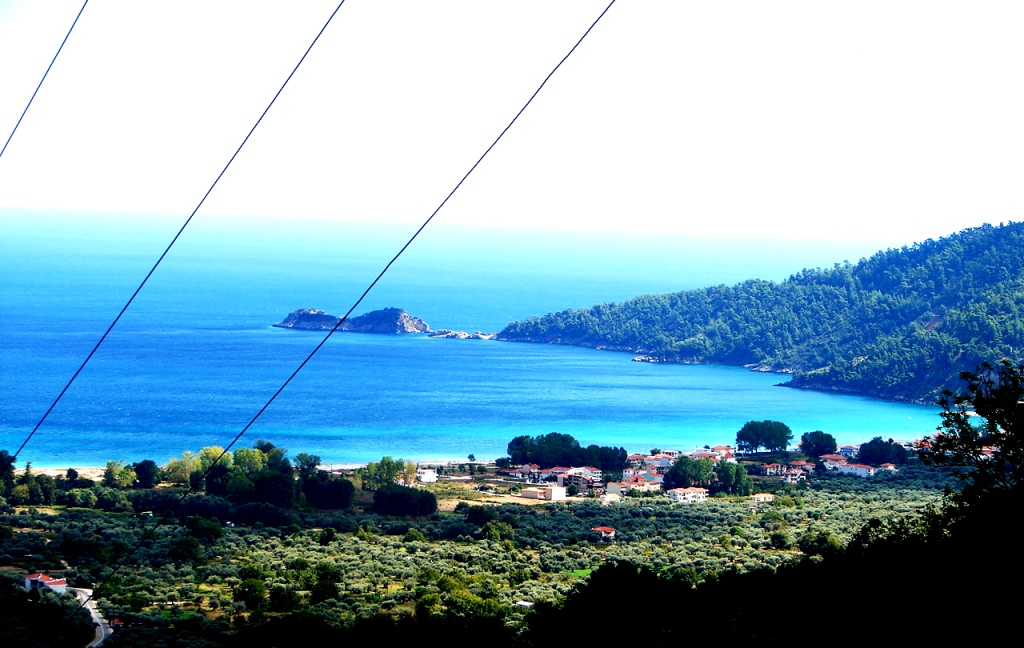
En el centro a la izquierda está el islote de Gramvousa.